# Drewag

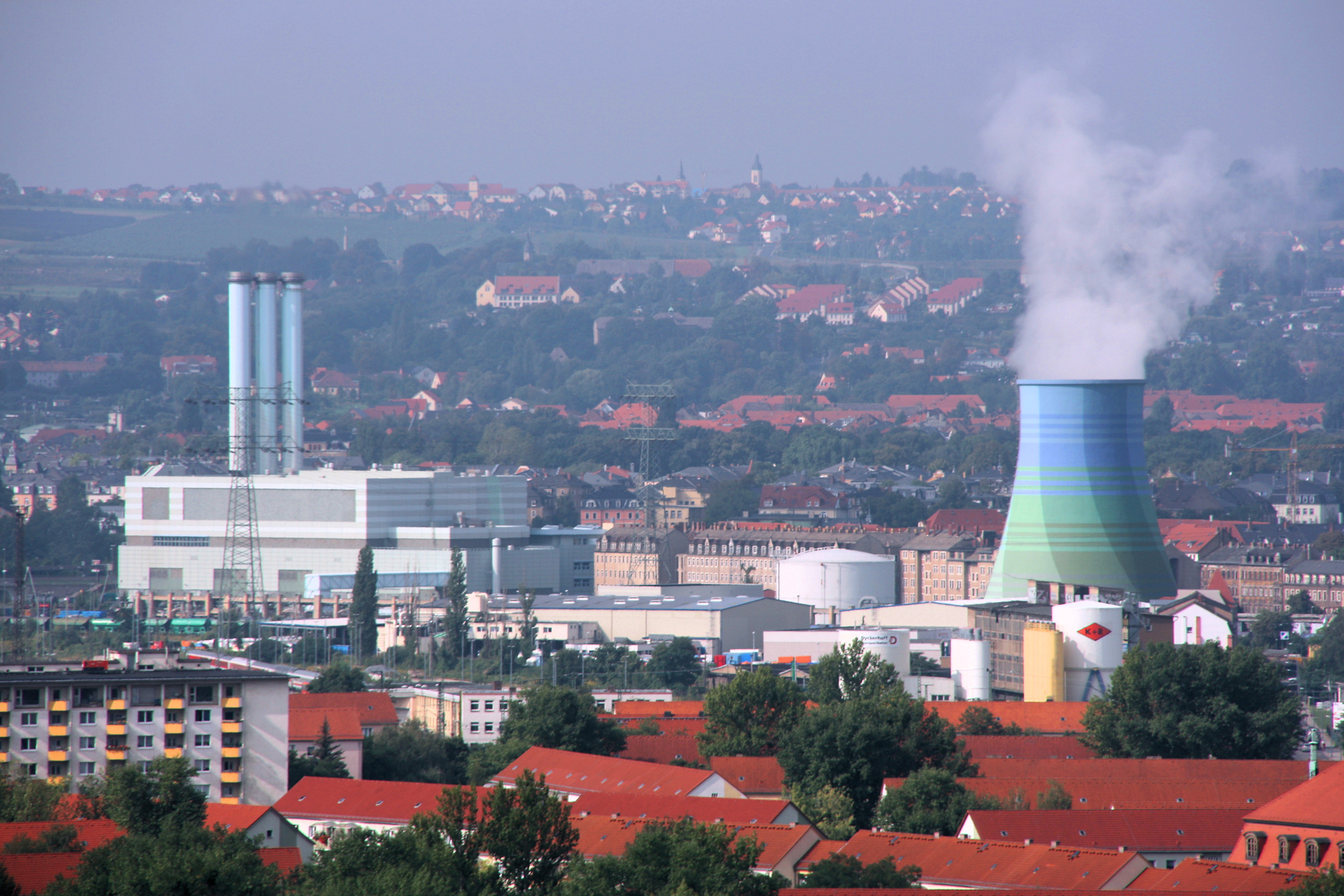
Heizkraftwerk Nossener Brücke

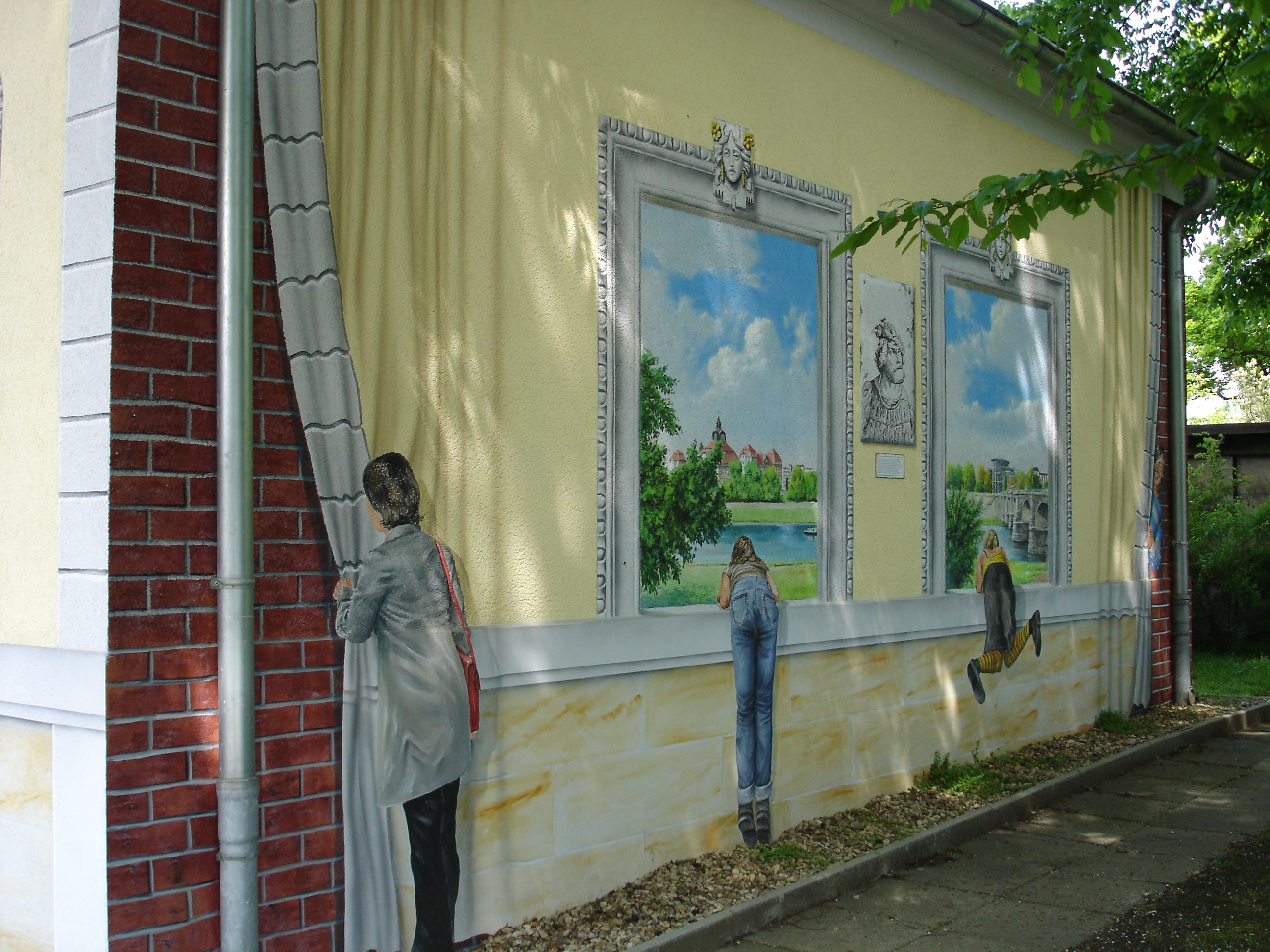
Graffito an einer Verteilerstation am Sachsenplatz

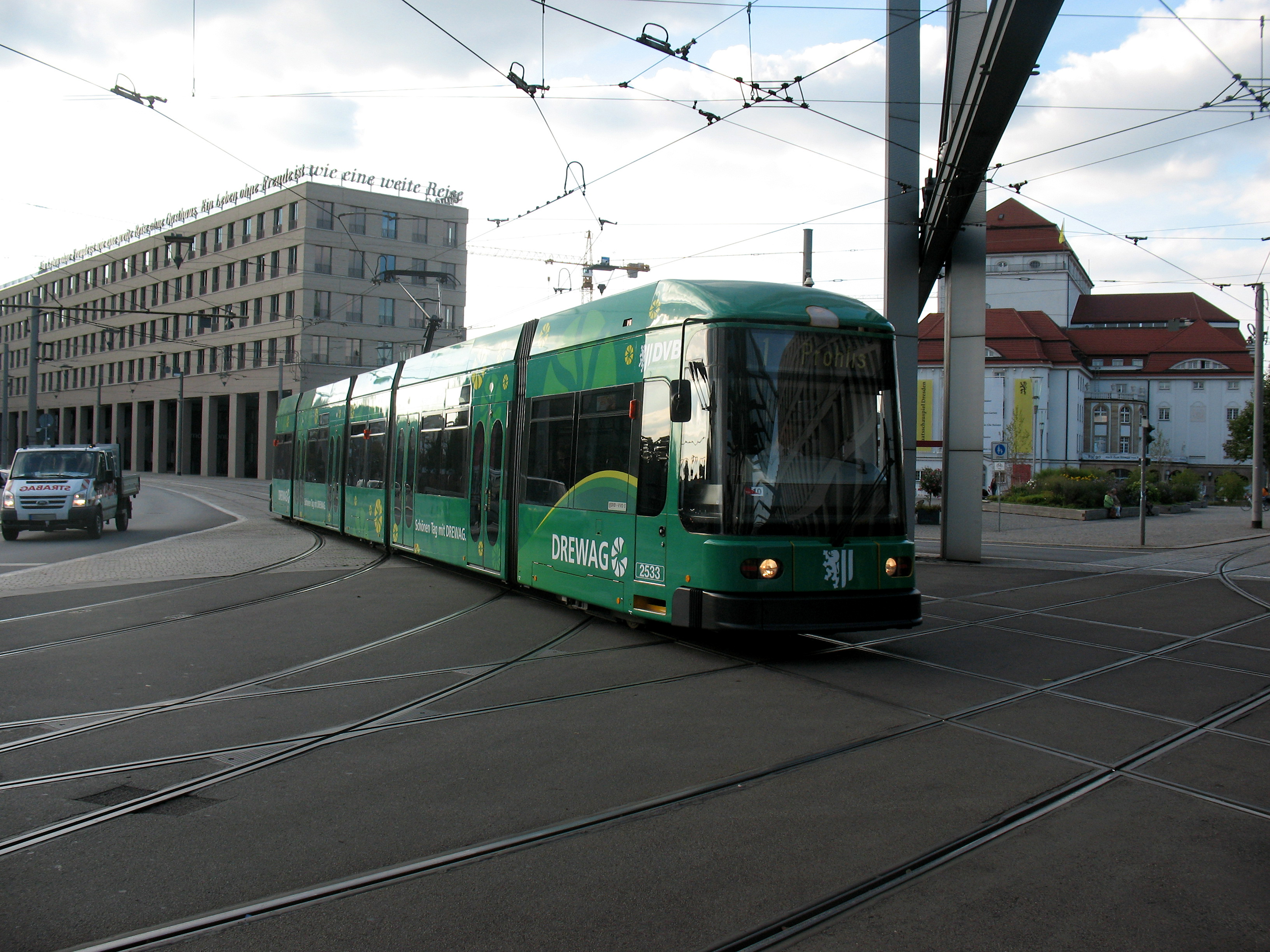
Straßenbahn der DVB mit Drewag-Werbung am Postplatz

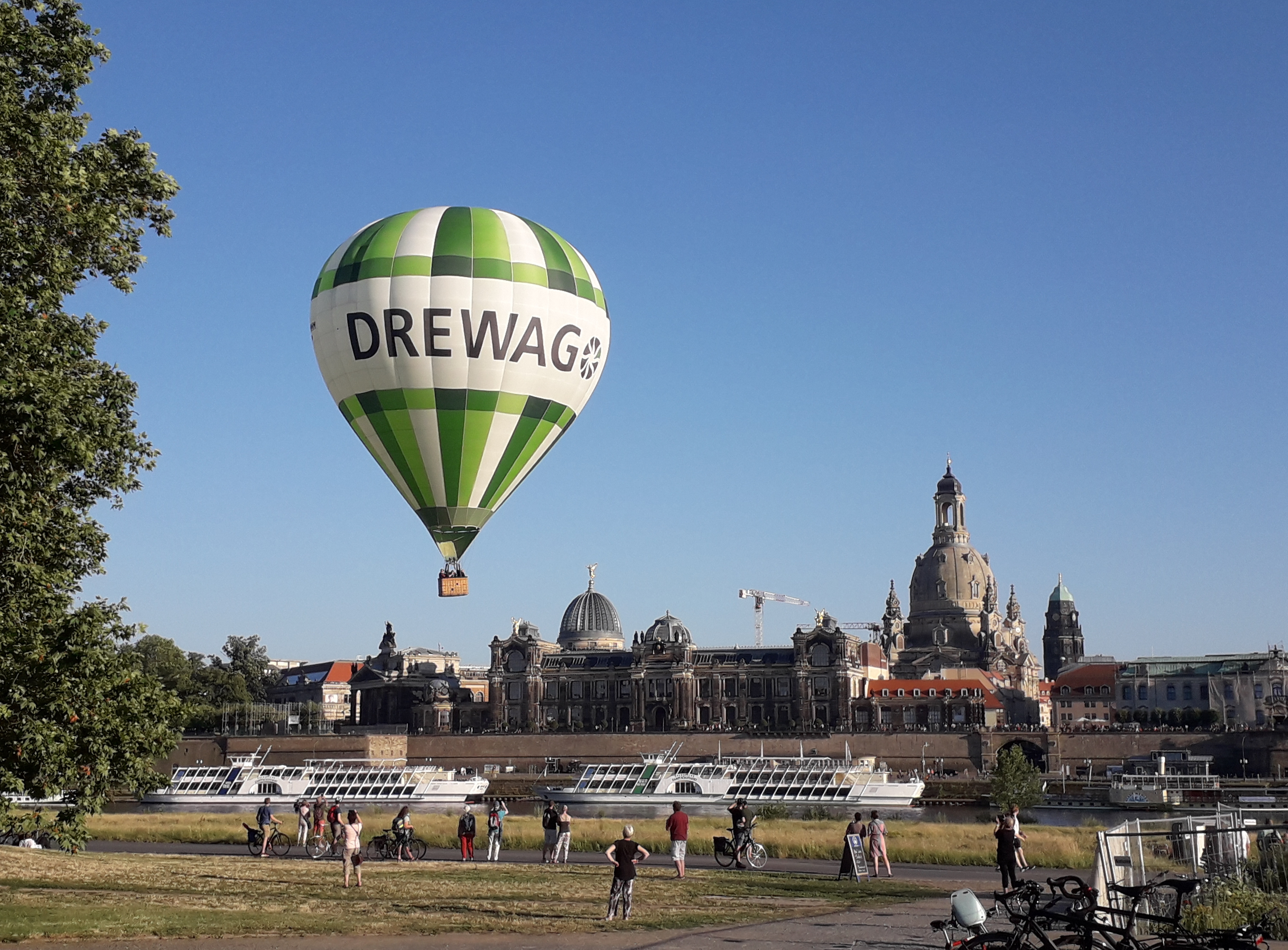
Heißluftballon-Start vor der Brühlschen Terrasse Dresden mit DREWAG-Aufschrift

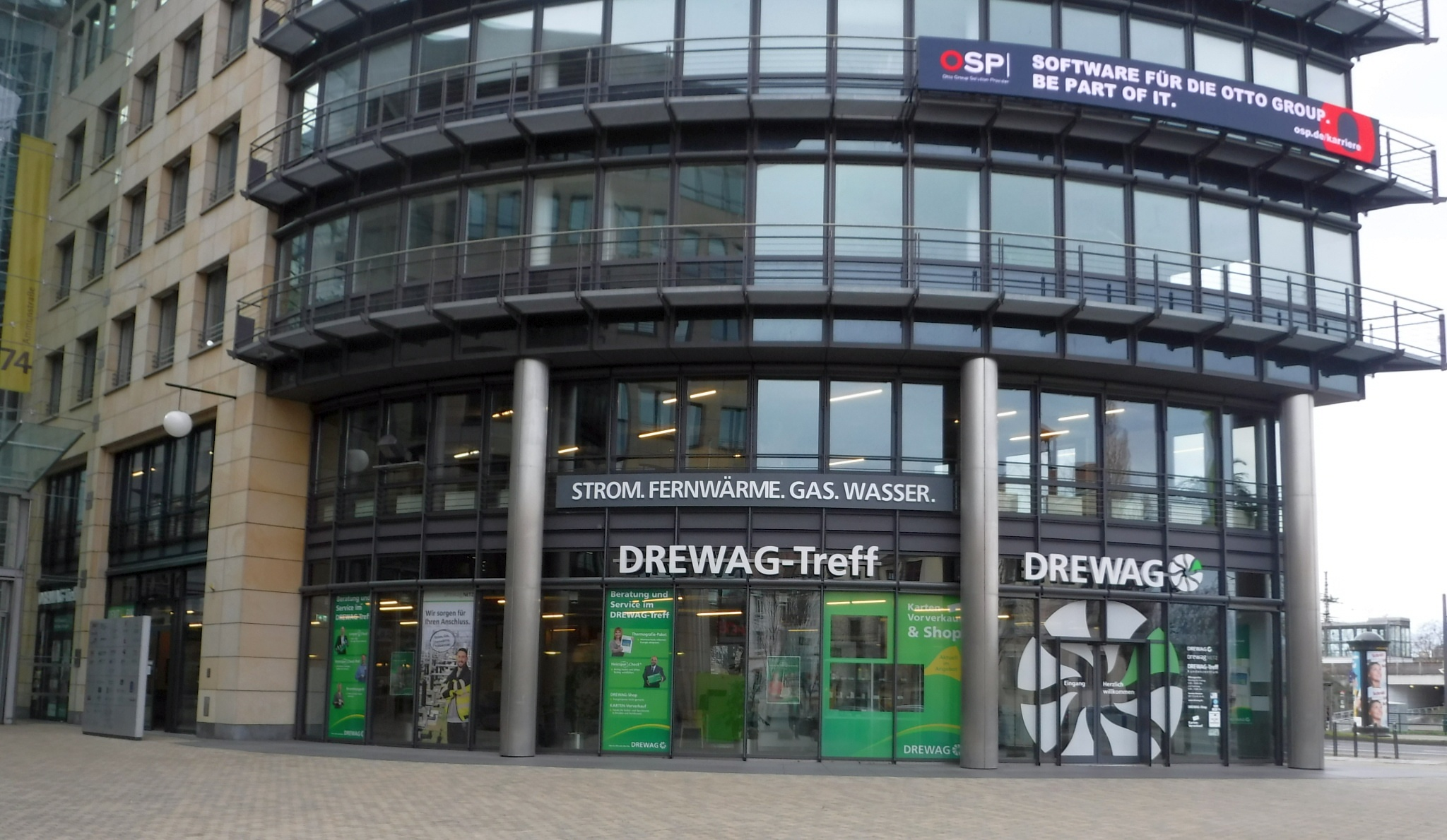
Zentrale Service-Stelle DREWAG-Treff im World Trade Center Dresden

Die DREWAG – Stadtwerke Dresden GmbH war ein mehrheitlich kommunales Energieversorgungsunternehmen mit Hauptsitz in Dresden. Die DREWAG betrieb in Dresden 4 Wasserwerke, 7 Heizkraftwerke, ein Wasserkraftwerk, 3 Photovoltaikanlagen und 4 Windkraftanlagen. Zum 1. Januar 2021 fusionierte das Unternehmen mit der ENSO – Energie Sachsen Ost AG zur SachsenEnergie AG.

## Geschichte
Die Drewag wurde am 1. Januar 1930 als Aktiengesellschaft gegründet und übernahm die Versorgung der Stadt Dresden mit Gas, Wasser und Strom.
Bis zum August 1948 bestand die Drewag als Kapitalgesellschaft und ging anschließend in der Kommunalen Wohnungsverwaltung, im VEB Energieversorgung Dresden bzw. VEB Energiekombinat Dresden auf. Im Jahr 1993 wurden die kurz nach der politischen Wende entstandenen Unternehmen Dresdner Wärmeversorgung GmbH (DWV) und Teile der Energieversorgung Sachsen Ost AG (ENSO) zur Dresden Elektrizität und Fernwärme GmbH (DEF) zusammengeschlossen. Diese wurde wiederum 1997 mit Dresden Gas GmbH (DG) und Dresden Wasser und Abwasser GmbH (DWA) zur DREWAG Stadtwerke Dresden GmbH fusioniert, mit der Besonderheit, dass der Abwasserbereich der DWA als Stadtentwässerung Dresden GmbH selbstständig blieb.
Am 12. Oktober 2009 gab die Stadt Dresden bekannt, die Verträge mit den Miteigentümern fristgerecht zum 31. Dezember 2012 gekündigt zu haben und so mit dem Rückkauf der Drewag zu beginnen (Rekommunalisierung). Die Landesdirektion Dresden hatte den Beschluss des Stadtrates der Landeshauptstadt Dresden vom 18. März 2010 genehmigt, wonach die Technische Werke Dresden GmbH (TWD) die GESO Beteiligungs- und Beratungs-AG kaufen und ein neues Unternehmen mit dem Namen EnergieVerbund Dresden GmbH (EVD) errichten wird. In dieses Unternehmen wurde neben der GESO auch der bislang von der TWD gehaltene städtische Geschäftsanteil an der DREWAG – Stadtwerke Dresden GmbH (55 Prozent des Stammkapitals) eingebracht.
Nach Rückkauf der von EnBW gehaltenen 35 Prozent war die DREWAG zu 90 Prozent im Besitz der EVD, woran die Stadt Dresden über ihre Holding TWD (Technische Werke Dresden) zu 100 Prozent beteiligt war. Die restlichen 10 Prozent an DREWAG hielt die Thüga, ein Rückkauf ihrer Anteile war geplant. Aufsichtsratsvorsitzender war Oberbürgermeister Dirk Hilbert.
2021 fusionieren DREWAG und ENSO mit 3.300 Mitarbeitern zur SachsenEnergie AG. Die Marken DREWAG und ENSO bleiben bestehen.

## Sonstiges
Um Vandalismus an den Anlagen (insbesondere den Umspann-, Wärmeversorgungs- und Gasdruckregelanlagen) vorzubeugen und das triste Bild der Anlagen zu verbessern, ließ die Drewag wie einige andere Energieversorger die Anlagen in einem Graffiti-Projekt künstlerisch gestalten. Mittlerweile wurden über 150 solcher Anlagen von Künstlern mit verschiedenen Motiven gestaltet.

## Anteilseigner
- EnergieVerbund Dresden GmbH, 100 %

Die Drewag war zu 90 Prozent im Besitz der EnergieVerbund Dresden, an der die Stadt Dresden über ihre Holding Technische Werke Dresden GmbH (TWD) zu 100 Prozent beteiligt war. Die TWD war auch Mehrheitsgesellschafter der ENSO Energie Sachsen Ost.
Die Stadt Dresden hatte ein Rückkaufrecht der Thüga-Anteile zum 1. Januar 2020. Die Umsetzung dieser Rückkaufoption wurde am 19. Juni 2019 vom Stadtrat beschlossen. Der Wert der Drewag und damit auch der Drewag-Anteile war umstritten: die Stadt Dresden ging von einem Anteilswert i. H. v. 74,1 Mio. Euro aus, die Thüga von 153,9 Mio. Euro. Dies führte zu einem Rechtsstreit. Im Juli 2023 wurde eine außergerichtliche Einigung erzielt (Kaufpreis EUR 110 Mio.) und im August 2023 umgesetzt.

## Beteiligungen
- DREWAG NETZ GmbH, 100 % – Verteilnetzbetreiber für Strom und Erdgas in Dresden
- DRECOUNT GmbH, 50 %
- DRECOUNT Verwaltungs GmbH, 100 %
- Dresden Netz GbR, 50 %
- DREWAG – BOREAS Erneuerbare Energien Verwaltungs GmbH, 90 %
- Windkraft Ziepel GmbH & Co. KG, 90 %
- DREWAG Beteiligungsgesellschaft für regenerative Energien mbH, 100 %
- Windkraft Fichtenhöhe GmbH & Co. KG, 100 %
- Windkraft Reichenbach II GmbH & Co. KG, 90 %
- Windpark Streumen GmbH, 50 %
- Energieversorgungscenter Dresden-Wilschdorf Verwaltungs GmbH, 50 %
- VNG AG, 6,47 %
- VNG Verbundnetz Gas Verwaltungs- und Beteiligungsgesellschaft mbH, 30,01 %
- Wasserversorgung Brockwitz-Rödern GmbH, 49 %
- Zweites Energieversorgungscenter Dresden-Wilschdorf Verwaltungs GmbH, 50 %

Stand: 2017

## Infrastruktur
- Heizkraftwerk
  - Heizkraftwerk Dresden-Reick
  - Heizkraftwerk Nossener Brücke
  - Kraftwerk Mitte (Dresden)
- Wasserwerk
  - Wasserwerk Hosterwitz
  - Wasserwerk Tolkewitz
- Wasserkraftwerk
  - Wasserkraftwerk Dorfhain
- Photovoltaikanlagen[12]
  - Photovoltaikanlage Haßlau
  - Photovoltaikanlage Dresden-Cotta
  - Photovoltaikanlage Dresden-Reick
- Windkraftanlagen[13]
  - Windpark Fichtenhöhe
  - Windpark Reichenbach
  - Windpark Reichenbach
  - Windpark Ziepel
- Museum
  - KraftWerk – Dresdner Energiemuseum